# Рихта, Радован
Радован Рихта (чеш. Radovan Richta; 6 июня 1924, Прага, Чехословакия — 21 июля 1983, Прага, Чехословакия) — чешский философ и социолог-марксист. Автор терминов «технологическая эволюция» и «социализм с человеческим лицом».

## Биография
В годы Второй мировой войны — участник левой антифашистской группы движения Сопротивления «Авангард» (чеш. Předvoj; в ней же состоял и другой будущий философ-марксист Карел Косик). Был арестован гестаповцами, помещён в тюрьму Панкрац и концлагерь Терезин, но спасён швейцарским Красным Крестом, поскольку у него диагностировали крайне тяжёлую форму туберкулёза лёгких. Так как его здоровье было подорвано, впоследствии (с 1958 года) регулярно проводил время в санаториях.
Член Коммунистической партии Чехословакии с 1945 года. В первое десятилетие власти компартии способствовал утверждению в Чехословакии марксистской философии. Поддерживал гуманистический, демократический вариант социализма, курс Александра Дубчека и «Пражскую весну», но после её подавления сохранил свои позиции, поскольку впредь был лоялен режиму нормализации Густава Гусака. Директор Института философии и социологии ЧСАН в 1968—1982 годах.
Основные работы Рихты посвящены проблемам научно-технической революции, с акцентом на её социальные последствия и влияние на развитие человеческой личности. Первый крупный труд — «Человек и техника в революции наших дней» (Člověk a technika v revoluci našich dnů) — вышел в 1963 году. Возглавлял коллектив из 60 авторов, подготовивших фундаментальный труд «Цивилизация на распутье» (Civilizace na rozcestí — společenské a lidské souvislosti vědecko-technické revoluce, 1966). Один из руководителей авторского коллектива совместных советско-чехословацких работ «Человек — наука — техника» (1973) и «Научно-техническая революция и социализм» (1973).
Член-корреспондент (1967), академик Чехословацкой академии наук (1972).